# Marie-Béatrice de Baye
Pour les articles homonymes, voir Baye.
Marie-Anne-Béatrix Oppenheim de Chabert, ou Marie-Béatrice de Baye ou Baronne de Baye, née le 19 avril 1859 à Constantinople et morte le 3 novembre 1928 à Neuilly-sur-Seine, baronne de Baye par son mari, est une poétesse française.

## Biographie
Fille du baron Hermann Oppenheim, banquier à Paris (Oppenheim, Alberti & Cie) et consul général de Perse, et d'Antoinette de Chabert, elle épouse le baron Joseph Berthelot de Baye, archéologue, le 6 septembre 1877 dans le 8e arrondissement de Paris.
Infirmière bénévole lors de la Première Guerre mondiale, elle a été nommée chevalier de la Légion d'honneur
,. Elle était également titulaire de la Croix de guerre, officier d'Académie, Dame de l'Ordre du Saint-Sépulcre.
La baronne de Baye alerta les journaux et la radio après le pillage du château familial par le prince Guillaume de Prusse,. Un article du journal Le Matin du 29 septembre 1914 titre l'événement avec L’impérial cambrioleur. Le journal L'express du Midi titre quant à lui Kronprinz opère lui-même. Une gravure d'Eugène Courboin a également illustré ce fait, également titrée L'impérial cambrioleur.
La baronne de Baye était apparentée au Parnasse.
Sa fille, Yolande de Baye, en 1960 a fait don du château de ses parents au père Georges Blard, et, à travers lui, à la communauté catholique l’Œuvre des Foyers de Charité installés au château de Baye.

## Distinctions
- Officier d'académie
- Croix de guerre 1914–1918
- Médaille de la Reconnaissance française
- Chevalier de la Légion d'honneur (1921)

## Œuvres
- Le clavecin (voir le manuscrit du poème conservé au Musée royal de Mariemont, Belgique, sous la référence[13]) ;
- Grisailles et pastels (Lemerre, 1896) ;
- Les heures aimées (Lemerre, 1900) ;
- L'âme brûlante (Perrin et Cie, 1905) ouvrage couronné par l’Académie française ;
- Le temple du rêve (Perrin et Cie, 1912) ;
- C'est la vie, c'est l'amour (Revue des indépendants, 1920).

## Postérité
Alphonse Séché a laissé une notice sur la Baronne de Baye, suivie de quelques poèmes.